# Feijoada

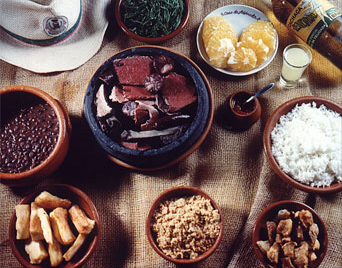
Feijoada met bonen, gefrituurde cassave, kool, rijst, farofa en verschillende soorten vlees

Feijoada is een stoofpot van bonen en verschillende soorten vlees. Het is een van de meest typische Braziliaanse gerechten die er zijn, en wordt ook veel gegeten in Angola, Portugal en Kaapverdië. De naam is afkomstig van het woord "feijão" ([fe.ʒu.'a.da]) , dat boon betekent in het Portugees.

## Braziliaanse Feijoada
De belangrijkste ingrediënten zijn zwarte bonen en varkensvlees. Het gerecht wordt geserveerd met rijst, kool, farofa en sinaasappel. Deze meest typische variatie heet ook wel "feijoada carioca", naar de inwoners van Rio de Janeiro. Elke staat heeft wel zijn eigen variant, die soms behoorlijk kan verschillen van de versie uit Rio de Janeiro. In Sergipe wordt bijvoorbeeld sla toegevoegd, terwijl in Bahia belangrijke bestanddelen als varkensoor en varkensstaart onder geen voorwaarde in de feijoada mogen, hetgeen in Rio de Janeiro wel gebruikelijk is. In het noordoosten gebruikt men bovendien vaker bruine bonen in plaats van zwarte bonen.
In het zuiden en zuidwesten van Brazilië zijn woensdag en zaterdag de traditionele feijoada-dagen. In andere delen van het land verschilt de traditionele dag per regio. Feijoada is een gerecht dat relatief goedkoop is, en het wordt daarom ook door alle sociale klassen gegeten.

## Geschiedenis
Het bekendste verhaal over de oorsprong van feijoada, is dat het vooral door Afrikaanse slaven op plantages werd gegeten. Delen van het varken die door de slavenhandelaren en plantage-eigenaren niet gegeten werden, zoals de oren en de staart, werden aan de slaven gegeven. Het koken van deze ingrediënten met rijst en water moet de eerste vorm van feijoada zijn geweest. Ook andere ingrediënten en bijgerechten voor feijoada als bonen en farofa waren goedkoop en werden daarom gebruikt om slaven te voeden. Door de jaren heen werd het een populair gerecht onder de lagere bevolkingsklasse en uiteindelijk is het zelfs geworden tot het nationale gerecht dat zelfs in de beste restaurants te vinden is.
Een vergelijkbare versie stelt dat de ingrediënten van feijoada voor zowel slaven als slaveneigenaren tot het dagelijks voedsel behoorden. De variatie in aanbod was niet al te groot en meer dan zo nu en dan wat vruchten en een lap vlees was er ook voor de slaveneigenaren niet bij. Het eten van 'resten' als varkensoor, -tong of -staart werd normaal geacht, omdat het niet geaccepteerd werd voedsel te verspillen. Deze versie stelt dus dat de feijoada helemaal niet van slaven afstamt, maar simpelweg uit de slaventijd en dat het voor iedereen die toen leefde een normale maaltijd was.
Nog weer andere verhalen vertellen dat feijoada eigenlijk uit Europa komt. Zo is er de versie waarin feijoada gebaseerd is op verschillende Portugese gerechten met verschillende soorten bonen, worst, varkensoor en varkenspoot. In Estremadura en Trás-os-Montes worden deze gerechten al eeuwen gegeten. Een andere versie is dat feijoada gebaseerd is op het Franse cassoulet, waar ook bonen in horen. Ook wordt het vergeleken met het Spaanse cozido madrileño en het Italiaanse casserola.
Waar het gerecht ook vandaan komt, het heeft zich in de loop der tijd ontwikkeld en behoort vandaag de dag tot de Braziliaanse cultuur. Het gerecht is een favoriet door alle lagen van de bevolking.

## Ingrediënten
- zwarte bonen
- gezouten varkensvlees
- gedroogd en gezouten rundvleesreepjes
- poot, oor en snuit van een varken, alle gezouten (optioneel)
- rundvlees
- chorizo
- bot (ham)
- spek
- varkensrib
- ui
- olijfolie
- laurierbladeren
- knoflook
- peterselie
- kool
- molho carioca
- sinaasappels